# Esra (Person)

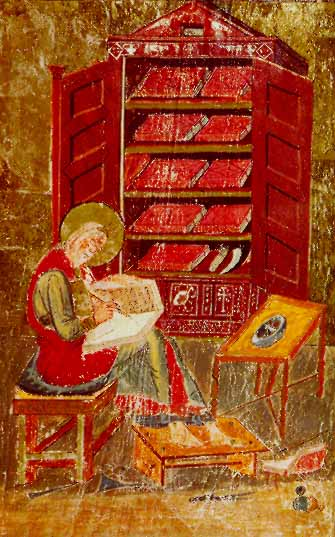
Esra beim Schreiben (Codex Amiatinus).

Esra (hebräisch עֶזְרָא ‘æzrāʾ) war nach der Erzählung des Alten Testaments ein levitischer Beamter, Priester und Nachkomme des ersten Hohepriesters Aaron. Er lebte nach der Zeit des Babylonischen Exils im persischen Weltreich und organisierte einen Zug der Heimkehrer in die persische Provinz Jehud, autorisiert durch ein Edikt des Kyros.
Neben dem hier behandelten Priester und Schreiber finden sich im Alten Testament zwei weitere Personen mit Namen Esra: ein Priester und Heimkehrer unter Serubbabel (Neh 12,1.13 ) sowie ein Sänger in einem Dankchor, der jedoch möglicherweise mit Letzterem gleichzusetzen ist (Neh 12,33 ).

## Name
Der Name Esra geht auf die Wurzel עזר ʿzr „helfen“, „beistehen“ zurück. Ob es sich um eine Kurzform von עֵזֶר ʿēsær „[Gott ist] Hilfe“ mit hypokoristischer Endung -ā, eine Namensbildung aus dem aramäischen Wort עֶזְרָא ‘æzrā’ „Hilfe“ oder eine Kurzform von עֲזַרְיָה ʿasarjāh „der Herr hat geholfen“ handelt, lässt sich nicht mit Sicherheit klären.
Die Septuaginta gibt den Namen mit Εσ[δ]ρα[ς] Es[d]ra[s] wieder, Josephus schreibt Ἔζδρας Ézdras. Die Vulgata verwendet die Varianten Ezra und Ezras.

## Biblischer Bericht

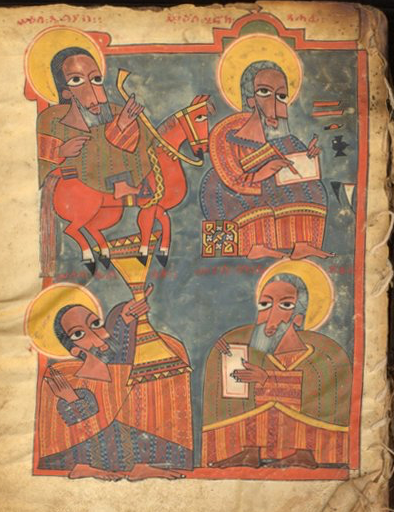
Darstellung Esras (rechts unten) in der altäthiopischen Henoch-Handschrift Gunda Gunde 151, zusammen mit Elia, Elischa und Henoch. Durch das Buch, aus dem er vorliest (wahrscheinlich die Tora), sowie die Beischrift „Esra der Schreiber“ (Ge’ez: ዕዝራ ጸሓፊ ʽǝzrā ṣaḥāfi), ist Esra als Schriftgelehrter gekennzeichnet.

Esra wird in der Bibel erstmals im 7. Kapitel des nach ihm benannten Buches genannt. Esr 7,6  stellt ihn als סֹפֵר sōp̄ēr „Schreiber“ vor. Obwohl die Vokabel im Zusammenhang oft mit „Schriftgelehrter“ übersetzt wird, sollte das neutestamentliche Konzept nicht auf Esra übertragen werden. Der Berufsstand des Schriftgelehrten findet erst in späteren Texten Erwähnung und spielt vor allem im NT eine große Rolle. Esr 7,6  stellt den profanen Beruf des Schreibers oder Sekretärs erstmals in Verbindung mit dem „[K]undig[sein] in der Weisung des Mose“.
In einer Genealogie (Esr 7,1–5 ) wird Esras Stammbaum auf Aaron zurückgeführt und er dadurch mit dem Ursprung des Priestertums verbunden. Zwischen Seraja, der im Jahr 586 v. Chr. hingerichtet wurde, und Esra, der frühestens ab 458 v. Chr. auftritt, klafft eine Lücke. Hier soll wohl eine direkte Kontinuität mit dem ersten Tempel hergestellt werden. Es wird auch eine subtile Parallelität zwischen Mose als Gesetzesmittler und Esra als Gesetzeskundigem aufgebaut.
Esra soll die Kultusgemeinde in Jerusalem unter persischer Oberhoheit neuordnen. Nach Esr 7,12–26  erhielt er von König Artaxerxes den Auftrag, das „Gesetz des Himmelsgottes“ in Jerusalem und Juda in Kraft zu setzen. Der Gemeinde sollte er eine neue, schriftlich festgesetzte Ordnung geben. Er bekam dafür den Sondertitel „Schreiber des Gesetzes des Himmelsgottes“ verliehen. Bei „Schreiber“ handelt es sich um einen persischen Beamtentitel. Die Historizität des Kyros-Edikts gilt als unbezweifelt, jedoch deckte sich dessen Inhalt wohl nicht vollständig mit den Taten, die von Esra berichtet werden.
Dass mit Esra die exilierten Judäer einen Priester aus Babylon mit persischer Vollmacht nach Jerusalem schickten, zeigt ein tiefes Misstrauen der babylonischen Judäer gegenüber der bisherigen Tempeladministration in Jerusalem sowie die problematischen Zustände in Religion und Gesellschaft in Jerusalem (vgl. Maleachi). Es ist historisch sehr plausibel, dass Esra und Nehemia im Auftrag und mit Ausstattung der persischen Oberhoheit Reformen durchführten.
Esra brachte ca. 5000 erwachsene Rückkehrer mit nach Israel, beschaffte beim Großkönig Geld, um die Ausstattung des Tempels zu finanzieren und erreichte eine Steuerfreiheit für das Kultpersonal. Esr 9–10  berichten von einem radikalen Vorgehen gegen Mischehen zwischen Judäern und Nicht-Judäern bis hin zur Ehescheidung im Zusammenhang mit einer großen Bußzeremonie. In Neh 8  erfolgt eine feierliche Verlesung der Tora. Dabei entsteht eine zeitliche Differenz von 13 Jahren, wenn historisch zutreffend ist, dass dies erst nach Nehemias Ankunft geschah, oder einem Dreivierteljahr, wenn sie direkt an Esra 9–10 anschließt.
Der Wechsel zwischen Ich-Bericht (Esr 7,27–9,15) und Er-Bericht (Esr 7,1–11; 10; Neh 8f) lässt auf eine von Esra verfasste Denkschrift schließen (vgl. Nehemiamemoiren), die später in Teilen durch einen chronistischen Redaktor erweitert und die 3. Person umgeschrieben wurden. Andere Wissenschaftler gehen von einer literarischen Bildung aus.

## Historische Einordnung
Ein historischer Hintergrund der Erzählung ist wahrscheinlich, da wunderhafte Züge fehlen und die Verhältnisse der erzählten Zeit entsprechen. Sie dokumentiert die entscheidende Station der Neukonstituierung eines nachexilischen Israel.
Sein Wirken dauerte vermutlich zwei Jahre. Dass er den großköniglichen Auftrag nur unvollständig durchführte, lässt vermuten, dass er nur begrenzten Erfolg verzeichnen konnte. Dafür spricht auch der Umstand, dass er in der jüngeren, lückenhaften Hohepriesterliste in Neh 12,10 f  nicht aufgenommen wurde, obwohl er gemäß der Denkschrift ein Hohepriester war. Vermutlich stieß sein Handeln in Jerusalem auf den Widerstand einflussreicher Kreise.
Klassisch wird die Wirksamkeit gemäß dem jetzigen Text des Esrabuches ins Jahr 458 v. Chr. unter Artaxerxes I. vor dem Eintreffen Nehemias datiert. Versuche einiger Experten, den Beginn des Wirkens ins Jahr 398 v. Chr. (7. Jahr von Artaxerxes II., nach Nehemias Ankunft) zu datieren, erscheinen wenig logisch.
Beim von Esra organisierten Zug, der als zweiter Exodus wie eine Prozession mit Priester-, Leviten und zwölf Laienverbänden organisiert war, handelte es sich wahrscheinlich um die einzige systematische Repatriierung von Judäern aus Babylonien. Die vorherigen Züge unter Scheschbazar und Serubbabel stellten vermutlich nur geringe Gefolge dar.
Eine vielbehandelte Frage ist die nach dem Gesetz, das Esra in Neh 8  verliest. Die überraschte Reaktion der Hörer (Neh 8,9–11 ) lässt darauf schließen, dass es sich um ein in Babylonien zusammengestelltes, schriftliches Dokument handelte, das nun erstmals als gültiges Gesetz in Juda eingeführt wurde und somit die Grundlage für den nachexilisch entstandenen AT-Kanon legte. Die Ansicht, es handle sich um den Grundbestand der Priesterschrift und des Heiligkeitsgesetzes, ist verbreitet. Argumente dafür sind die Hochschätzung der Blutsreinheit bei der Eheschließung, die Wichtigkeit der Geschlechterordnung nach Priestern, Leviten und Laien sowie die Bedeutung kultischer Riten und Opfermaterialien. Dabei gilt jedoch zu bedenken, dass grundlegende Maßnahmen Esras nicht dem Wortlaut der Toragesetze entsprechen, Riten und Regelungen sich unterscheiden und vermutlich ein anderer Monatsbeginn verwendet wurde. Offen bleibt, ob Esra den Wortlaut seiner Schriftrolle charismatisch umdeutete oder eine andere Textfassung verwendete. Seltener wird eine Vorform des Deuteronomiums hinter dem Gesetzestext vermutet. Wichtiger ist die Funktion des Gesetzes. Der tiefgreifende Umbruch im religiösen Verständnis, das Wellhausen und seine Nachfolger vermuten, lässt sich den biblischen Texten nicht entnehmen. Hier erhält das Gesetz eine kultfunktionale Rolle zur Verherrlichung des Gotteshauses (Esr 7,27 ). Es bezieht sich auf Israel als vorfindliche Größe, das Rückwanderer und im Land Verbliebene umfasst. Die Erwartung einer künftigen eschatologischen Wende scheint unterstrichen worden zu sein.
Beim Bericht handelt es sich nicht um eine Ätiologie des Synagogengottesdienstes: Die Lesung geschieht auf einem offenen Platz, die Rolle des Priesters ist ausschlaggebend und Frauen wie Kinder werden miteinbezogen.
Ob die Bußzeremonie in Neh 9  mit dem historischen Esra verbunden werden kann, bleibt unsicher.

## Esra im Judentum

### Hochschätzung im Frühjudentum
Bereits das Esra-Nehemia-Buch legt den Grundstein für die Wahrnehmung Esras als Idealgestalt: Er hat eine makellose Abstammung, die sich auf den Urpriester Aaron zurückführen lässt, sein Herzensanliegen ist das Erforschen und Lehren der Tora, die ihm angebotene militärische Eskorte lehnt er aus Gottvertrauen ab und er engagiert sich für die Ausstattung des Tempels. Dieses Bild wird in den apokryphen Esrabüchern ausgebaut. 3. Esra beschreibt Esra als Vorleser, altgriechisch ἀναγνώστης anagnōstēs, und er wird als Hohepriester, altgriechisch ἀρχιερεύς archiereús, bezeichnet (3. Esra 9,39f.49). Insbesondere das 4. Esrabuch etabliert seine Darstellung als „zweiter Mose“ und als beispielhaft frommen Beter.

„Damals ist Esra entrückt und an die Stätte seiner Genossen aufgenommen worden, nachdem er [94 heilige jüdische Bücher] geschrieben. Er heißt ‚der Schreiber der Wissenschaft des Höchsten in Ewigkeit‘.“

Die beiden in dem Zitat beschriebenen Gegebenheiten parallelisierten Esra mit dem siebten der legendären biblischen Erzväter namens Henoch, der nach Gen 5,24  ebenfalls entrückt wurde. Laut dem äthiopischen Henochbuch wurde ihm daraufhin der Titel „Schreiber der Gerechtigkeit“ verliehen und er schließlich zum gottgleichen Menschensohn verwandelt (äthHen 71). Ähnliche Gleichsetzungen älterer gottgefälliger Persönlichkeiten mit jüngeren sind auch aus dem Neuen Testament bekannt, wo palästinensische Juden Jesus mit dem zurückgekehrten Propheten Elija oder dem wieder auferstandenem Johannes dem Täufer identifiziert wird. Bisher wurde allerdings kein apokrypher Text gefunden, in denen in ähnlich expliziter Weise Esra mit Henoch gleichgesetzt wurde.
4. Esra wurde wenige Jahrzehnte nach äthHen im letzten Drittel des 1. Jh.s n. Chr. verfasst. Beide Schriften stammten von palästinischen Juden. In Palästina nahm zur Zeit des zweiten JHWH-Tempels die Gruppe der Sadduzäer eine entscheidende Rolle ein. Die Gruppe hatte sich um 150 v. Chr. vor allem aus Mitgliedern der Jerusalemer Oberschicht gebildet und besetzte die wichtigsten und bedeutendsten Posten des Tempelpersonals. „Ihre wirtschaftliche und soziale Existenzgrundlage war eng mit dem Tempel und der Tora als Verfassung des Tempelstaates verknüpft.“ Diese Existenzgrundlage wurde ihnen entzogen, als römische Legionäre im Jahr 70 n. Chr. den Jerusalemer Tempel zerstörten. Auf Ibn Hazm ging die Erzählung zurück, dass eine Gruppe der Sadduzäer in den Jemen ausgewandert sei und eben diese Gruppe in Esra den Sohn Gottes gesehen hätte. Der Historiker Haim Ze’ev Hirschberg hielt diese Erzählung für glaubwürdig. Im Übrigen wurden bisher jedoch keinerlei historische oder archäologische Belege für das reale Vorhandensein eines jüdischen Esra-Glaubens entdeckt.
Vermutlich wurde Esra als Vorzeigegestalt zu einer Idealfigur stilisiert, um das Image bestimmter Kreise aufzubessern, bzw. für bestimmte Gruppen die Leit- und Orientierungsgestalt darzustellen. Vermutlich wollten Priesterkreise ihren Orientierungspunkt für die Öffentlichkeit sichtbar machen und gleichzeitig die eigene Position untermauern. Auch für die Leute, die durch Esra das Wort der jüdischen Gottheit hörten, stellte er wohl eine Idealgestalt dar, die öffentlich für die konsequente Befolgung der Tora und gegen liberalere Einstellung auch der Priester eintrat. Im Übrigen existiert in späten alttestamentlichen und apokryphen Texten eine gewisse Konkurrenz zwischen den Personen Esra und Nehemia. Letzterer wird in den Büchern 3. Esra und 4. Esra nicht genannt, während die Bücher Sirach und 2. Makkabäer nun ihrerseits Nehemia idealisieren und Esra auslassen.

### Babylonischer Talmud
Im Babylonischen Talmud erscheint Esra als „zweiter Mose“. Auch die enge Verbindung zur Tora verdeutlicht die hohe Meinung, die von Esra vermittelt wird.

„Es wird gelehrt: R. Jose sagte: Ezra war würdig, daß die Tora durch ihn gegeben werde, wäre ihm Moše nicht zuvorgekommen. Von Moše heißt es: und Moše stieg zu Gott hinauf, und von Ezra heißt es: eben der Ezra, der aus Babylonien hinaufstieg; wie jenes Hinaufsteigen [zum Empfange] der Tora geschah, ebenso dieses Hinaufsteigen [zum Empfange] der Tora. Bei Moše heißt es: mir aber befahl damals der Herr, euch Satzungen und Rechte zu lehren, und bei Ezra heißt es: denn Ezra hatte seinen Sinn darauf gerichtet, im Gesetze des Herrn zu forschen und es zu erfüllen und Jisraél Satzung und Recht zu lehren.“

Für die rabbinische Literatur steht die Heimkehr aus Babylon unter Esra für den Übergang von biblischer zu rabbinischer Zeit, wobei Esra eine Idealfigur beider Welten verkörpert. Neben Mose ist er die einzige biblische Gestalt, die mit der schriftlichen und der mündlichen Tora verknüpft ist. Eine Version der Tora in der heute vorliegenden Form habe durch ihn erstmals in aramäischer Quadratschrift vorgelegen und habe sie für die Menschen verständlich gemacht. Dies führte zu einer Gleichstellung beider Gestalten. Außerdem ist Esra die einzige Person, die aus rabbinischer Sicht mit den drei entscheidenden Mythologemen der rabbinischen Diskussion – Tora, Tempel und Land – in Beziehung steht. Außerdem wird eine besondere Nähe zu Maleachi beschrieben, v. a. durch das Eintraten gegen die Mischehe (vgl. Mal 2,11 ).
Die Rabbinen sahen sich in der Nachfolge Esras: In den Veränderungen der Zeit sehen sie den natürlichen Verlauf des göttlichen Plans und keinen Bruch der Geschichte. Sie sehen sich in direkter Verbindung zur von Esra abgeschriebenen, erklärten und überlieferten Tora. Wie auch Esra die Tora überarbeitete und adaptierte, taten es auch die Rabbinen.

## Esra im Christentum
In der Zeit der frühen Kirche spielte Esra keine besondere Rolle. Weder im Neuen Testament noch bei den Apostolischen Vätern findet sein Name Verwendung.
Irenäus schreibt im Zusammenhang der Entstehungslegende der LXX, er halte nicht für verwunderlich, dass Gott bei der Übersetzung inspirierend eingriff:

„Als nämlich während der Gefangenschaft des Volkes unter Nebukadnezar die [biblischen] Bücher vernichtet worden waren und die Juden nach siebzig Jahren in ihr Land zurückkehrten, da hat [Gott], zur Zeit des Perserkönigs Artaxerxes, auch den Priester Esra aus dem Stamm Levi inspiriert, alle Worte der Propheten aus früheren Zeiten noch einmal aufzuschreiben und dem Volk das mosaische Gesetz wiederherzustellen.“

Hier kombinierter er die Legenden im Ariesteasbrief mit 4. Esra 14. In Abhängigkeit von jüdischen Traditionen prägt Irenäus die Darstellung Esras in frühchristlicher Literatur, wo er als Erneuerer des Gesetzes dargestellt wird. Origenes nutzt die Nennung Esras für die Zeitangabe der Wiederherstellung des Tempels. Hieronymus nennt Mose als Autor und Esra als „instaurator“ des Pentateuch. In einem Ordinationsgebet der Apostolischen Konstitutionen heißt es u. a.: „Der du Esra, deinen Diener, unterrichtet hast, deinem Volk deine Gesetze zu verlesen.“

## 'Uzair im Koran
Etwa ein Jahrtausend nach dem Wirken Esras entstand der Koran. Darin gibt es einen Vers, der sich auf Esra beziehen könnte. Es handelt sich um einen spät-medinischen Vers. Dieser erwähnt eine männliche Person, die ‘Uzair hieß.

### Deutungsversuche
Wegen des Fehlens weiterer koranischer Angaben fiel es schwer, 'Uzair mit einer bestimmten historischen oder legendären Person zu identifizieren. Muhammad Madjdi Bey wollte in 'Uzair die altägyptische männliche Gottheit Osiris sehen. Paul Casanova erkannte in ihm das Engelswesen Uzail-Azael (Asasel). Beide Identifikationsversuche konnten aber gut begründet zurückgewiesen werden. Ansonsten sahen und sehen viele Koran-Gelehrte im koranischen 'Uzair die biblische Person namens Esra.

„Die Juden sagen: ‚'Uzair ist Allahs Sohn‘, und die Christen sagen: ‚Al-Masih ist Allahs Sohn.‘ Das sind ihre Worte aus ihren [eigenen] Mündern. Sie führen ähnliche Worte wie diejenigen, die zuvor ungläubig waren. Allah bekämpfe sie! Wie sie sich [doch] abwendig machen lassen!“

„[Am Tag des jüngsten Gerichts] wird zu den Juden gesprochen werden: ‚Was ward ihr gewohnt, anzubeten?‘ Sie werden antworten: ‚Wir waren gewohnt, 'Uzair anzubeten, den Sohn von Allah.‘ Es wird zu ihnen gesagt werden: ‚Ihr seid Lügner, denn Allah besitzt weder eine Frau noch einen Sohn. Was möchtet ihr [jetzt]?‘ Sie werden antworten: ‚Wir möchten, dass Ihr uns mit Wasser versorgt.‘ Daraufhin wird ihnen gesagt werden: ‚Trinkt.‘ Und sie werden [stattdessen] hinab in die Hölle stürzen.“

### Binitarischer Monotheismus bei Juden?
Sowohl der Koran-Vers als auch der oben genannte Hadith behaupten, dass die Juden einen binitarischen Monotheismus pflegen würden. Beide Textstellen könnten aussagen, dass die Juden – also alle Juden zu allen Zeiten – an zwei gottheitliche Wesen glauben würden. In genau dieser Art wurden die Verse auch mehrfach interpretiert. Andererseits schlüsselt die koranische Wortwahl nicht in expliziter Form auf, ob wirklich sämtliche Juden oder doch nur bestimmte Juden behaupteten, dass Esra der Sohn Gottes wäre. Das verwendete Verb wird im Singular benutzt und das Nomen bleibt undefiniert (waqālati l-yahūdu). Außerdem fehlt ein klarstellendes Wort wie etwa „alle“ oder „sämtliche“ (kulli, bikulli). Die Zeilen sagen schlicht, dass Juden neben ihrer eigentlichen und einzigen Gottheit auch an Esra glauben würden, als den Sohn Gottes (‘Uzair ibn Allah). Die Behauptung eines binitarischen jüdischen Monotheismus kann für Rabbiner im Umfeld des palästinischen Talmud, für viele Rabbiner aus dem Umfeld des babylonischen Talmud, für die jüdischen Philosophen des Mittelalters und für praktisch das gesamte Judentum ab dem 19. Jahrhundert zurückgewiesen werden. Das schließt aber nicht aus, dass zeitlich und örtlich begrenzte jüdische Strömungen vorhanden waren, die von einem strengen unitarischen Monotheismus abwichen. Tatsächlich finden sich diesbezüglich eine ganze Reihe textlicher Hinweise im jüdischen Schrifttum aus der Zeit während und kurz nach dem zweiten JHWH-Tempel von Jerusalem.
Weiterhin wurde von al-Muqaddasī eine Erzählung überliefert, die angeblich aus Palästina stammte. Darin stritt eine Gruppe palästinischer Juden mit einer Gruppe palästinischer Christen. Die Juden entgegneten den Christen, dass nicht Jesus von Nazareth, sondern eben Esra der Sohn Gottes wäre. Salih al-Hashimi gab einer solchen palästinischen jüdischen Gruppe den Namen al-Mu'tamaniyyah. Ob die al-Mu'tamaniyyah historisch wirklich vorhanden waren, kann allerdings stark bezweifelt werden. Denn gerade das palästinische Judentum war sehr bemüht, sich von den am gleichen Ort lebenden Christen abzugrenzen, die ja an einen Sohn Gottes glaubten.
At-Tabarī schrieb, dass ein Jude namens Phinehas gegenüber dem islamischen Propheten Mohammed vielleicht behauptet hatte, dass Esra der Sohn Gottes wäre. Rhazes berichtete ähnliches von drei (namenlosen) Juden. Beide Autoren schlugen vor, dass zur Zeit Mohammeds in seinem Umfeld eine längst verschwundene jüdische Strömung gelebt haben könnte, die Esra als den Sohn Gottes verehrte. Der Semitist Mark Lidzbarski schloss sich dieser Meinung an. Eine andere Geschichte ging auf ʿAbdallāh ibn ʿAbbās zurück. Er sagte, dass die Juden einst ihre Tora vergessen hätten. Sie wäre ihnen aber von Esra zurückgebracht worden. Ibn ʿAbbās' Erzählung war wahrscheinlich einem bestimmten Textabschnitt aus dem vierzehnten Kapitel des apokryphen jüdischen 4. Buchs Esra entsprungen. Ibn ʿAbbās meinte, dass die Juden im Anschluss an die Rückgabe der Tora begonnen hätten, von Esra als dem Sohn Gottes zu sprechen.

## Kunst
Ein Fresko in der Synagoge von Dura Europos aus dem 3. Jh. zeigt möglicherweise Esra. Die genaue Identifizierung ist jedoch schwer, da es keinerlei Anhaltspunkte gibt. Die Figur hält eine geöffnete Schriftrolle in der Hand und liest vermutlich daraus vor. Da die Gestalt nicht als Schreiber dargestellt ist, was auf Mose hindeuten würde, ist unter Verweis auf Neh 8  mit Esra als Vorleser der Tora zu rechnen.
In der christlichen Ikonographie finden sich Esradarstellungen vor allem in der Buchmalerei, so im Codex Amiatinus und der äthiopischen Handschrift Gunda Gunde 151. Meist wird er als Gelehrter in einer Bibliothek oder als Redner mit Zuhörern dargestellt.